# Санчес Майкл Робертович
Майкл Робертович Санчес-Божулєв (ісп. Michael Sánchez 5 червня 1986 року, Полтавська область, Україна) — російський і кубинський волейболіст, діагональний.

## Біографія
Майкл Санчес народився в Полтавській області Української РСР, коли його батько, кубинський військовослужбовець, перебував на навчаннях у СРСР. Свого сина він назвав на честь співака Майкла Джексона. Перші три роки Майкл жив у матері в Ленінграді, а потім переїхав на Кубу до батька.
Спочатку хлопець займався баскетболом, легкою атлетикою та плаванням. У волейбол прийшов тільки в 15 років. У складі національної збірної зіграв 38 матчів, здобув бронзову медаль на Панамериканських іграх 2007 року.
У 2008 році припинив виступи за збірну, а через два роки отримав право підписати контракт із закордонним клубом і перейшов до новосибірського «Локомотиву». Перший матч за сибіряків провів 10 грудня 2011 року, а 28 грудня став володарем Кубка Росії. У фінальному матчі проти «Кузбасу», що завершився з рахунком 3:0, набрав 19 очок, також його визнали найціннішим гравцем турніру. У чемпіонаті Санчес увійшов до десятки найбільш результативних, незважаючи на те, що грав не з початку сезону.
У липні 2012 року за сімейними обставинами залишив «Локомотив» і повернувся на Кубу, але через місяць прибув у розташування новоуренгойського «Факела», де йому відводили роль не діагонального, а догравальника.
Через проблеми з документами Майклові довелося зіграти за нову команду тільки на передсезонному Кубку Ямалу і попередньому етапі Кубка Росії, а до заявки «Факела» на чемпіонат Суперліги його не внесли. Решту сезону Санчес провів у катарському «Аль-Райяні».
У сезоні 2013/14 років виступав у Південній Кореї і став бронзовим призером національного чемпіонату у складі «Кореан Айр Джамбос» з Інчхон. 26 листопада 2013 року набрав за три партії 41 очко (31 — у третій) в одному з матчів чемпіонату, що закінчився з рекордним для світового волейболу рахунком 56:54. Наприкінці сезону знову опинився в Катарі, підписавши короткостроковий контракт з «Аль-Райяном» для участі на клубному чемпіонаті світу. Його команда дійшла до фіналу цього турніру, у якому програла «Білогір'ю».
Погравши ще один сезон у Кореї, потім Санчес виступав за аргентинський «Персонал Болівар» (Club Ciudad de Bolívar, або Bolívar Voley чи Personal Bolívar), турецький «Аркас Спор», бразильську «Ітапетінінгу», а у 2019 році повернувся до V-Ліги, до клубу «КБ Іншуренс Старс».

## Досягнення

### У клубній кар'єрі
- Володар Кубка Росії (2011) .
- Бронзовий призер чемпіонату Республіки Корея (2013/14).
- Срібний призер клубного чемпіонату світу (2014 року).

### Особисті
- MVP Кубка Росії (2011 рік).